# Jogo do lencinho

Jogo do lencinho (também chamado de Pato, pato, ganso) é um jogo infantil tradicional geralmente aprendido na pré-escola ou no jardim de infância. O jogo pode ser adaptado posteriormente no playground para os primeiros alunos do ensino fundamental. O objetivo deste jogo é andar em círculo, batendo na cabeça de cada jogador até que um seja finalmente escolhido; o jogador escolhido deve então perseguir o selecionador para evitar se tornar o próximo selecionador.

## Conceito básico
Um grupo de jogadores senta-se em círculo, voltado para dentro, enquanto outro jogador, que é "isso", anda por aí batendo ou apontando para cada jogador, chamando cada um de "pato" até finalmente chamar um de "ganso". O "ganso" então se levanta e tenta marcar o "isso", enquanto o "isso" tenta voltar e sentar onde o "ganso" estava sentado antes. Se "isso" for bem-sucedido, o "ganso" se tornará o "isso" e o processo começará novamente. Se o "ganso" marcar o "isso", o "ganso" poderá retornar ao seu ponto anterior e o "isso" original reiniciará o processo.

## Variações

### Beijo no Anel ou Largue o Lenço
Nessa versão do jogo, descrita pela folclorista britânica Alice Gomme em 1894, o catador toca o ombro de cada pessoa no ringue com um lenço dizendo "não você", "não você", até que o catador alcance o perseguidor desejado , coloca o lenço no ombro da pessoa e diz "mas você". O selecionador então corre pelo lado de fora do círculo perseguido pelo perseguidor. Uma vez que o caçador pega o apanhador, o caçador tem o direito de guiá-lo até o centro do ringue e reivindicar um beijo. O selecionador original então assume o lugar do caçador no ringue e o caçador se torna o selecionador para a próxima rodada. Gomme descreve várias variações regionais: em Shropshire, os dois jogadores correm em direções opostas e competem para ser os primeiros a chegar ao ponto de partida; em Londres, a perseguição tece dentro e fora sob as mãos entrelaçadas das outras pessoas no ringue. Gomme descreve Drop Handkerchief como uma variante em que não há beijo. Ela também o conecta a jogos semelhantes, como French Jackie e Cat after Mouse.
Gomme sugere que "'Beijo no Anel' é provavelmente uma relíquia da forma mais antiga de casamento por escolha ou seleção. O costume de deixar cair ou enviar uma luva como sinal de desafio pode ter sido sucedido pelo lenço neste jogo. "

### Daisy no Dell
Uma variação descrita no livro de 1919, Entertaining Made Easy, de Emily Rose Burt, mostra crianças em pé em um círculo, dando as mãos. O apanhador de margaridas dá a volta por fora, dizendo "Daisy in the dell, eu não escolho você ... eu escolho você."